# Editor (Windows)
Der Editor (auch Windows Editor, zur Unterscheidung auch MS-Editor genannt, englisch Notepad) ist ein einfacher Texteditor des Unternehmens Microsoft für das Betriebssystem Windows zum Erstellen unformatierter Texte im ANSI- oder Unicode-Zeichensatz.

## Geschichte und Funktionsumfang

Notepad für DOS, 1983

Notizblock für Windows 1.03, 1985

1983 stellte Microsoft Multi-Tool Notepad sowie die erweiterte Version Multi-Tool Word für MS-DOS vor. Multi-Tool Notepad wurde im Bundle mit einer Microsoft Mouse verkauft. Die beiden Programme unterschieden sich vom Funktionsumfang her: Notepad diente der einfachen Bearbeitung von Textdateien, Word hingegen bot umfangreichere Textverarbeitungswerkzeuge an. Abgesehen davon waren beide Programme von der Bedienung her gleich, beide konnten mit der Maus bedient werden.
Die Bedienungsphilosophie beider Programme wurden für die DOS-Versionen von Word bis zur Version 5 übernommen, hingegen wurde Notepad nicht weitergepflegt.
Das Konzept, mit der mausgesteuert einfache Textdateien bearbeitet werden können, wurde dennoch für die erste Windows-Version übernommen. Das Windows-1-Programm hieß wie sein DOS-Vorgänger Notepad. Im Deutschen hingegen wurde die erste Notepad-Version für Windows Notizblock genannt.
Notepad wurde unter Windows zum Standard-Texteditor für einfache Textdateien. Seit Windows 10 20H1 ist die Anwendung nur noch ein optionales Feature, das standardmäßig installiert wird.
Unter den 16-Bit-Betriebssystemen bis einschließlich Windows 3.1 wurden Dateien größer als 45 kB im Nur-Lese-Modus geöffnet, Dateien größer als 54 kB konnten gar nicht geöffnet werden. Unter Windows 95, 98 und Me konnte der Editor keine Dateien größer als 64 kB öffnen.
Bis und mit Windows 95 war die Schriftart auf die Systemschriftart festgelegt. Ab Windows 98 bzw. Windows NT 4.0 bestand die Möglichkeit, die Schriftart im Editor-Fenster zu ändern, zudem wurde der Unicode-Support eingeführt.
Aufgrund seiner Beschränkung auf Basisfunktionen und der Dateigrößenbeschränkung eignete sich die Anwendung zu jener Zeit kaum zum Bearbeiten längerer Quelltexte. Lediglich für kleine Bearbeitungen an Batch-, Skript- oder Konfigurationsdateien, etwa im INI-Format, für die Windows keine grafische Schnittstelle bietet, war das Programm geeignet. Auch wenn diese Einschränkungen aufgehoben wurden, ist der primäre Einsatzzweck heute immer noch das Bearbeiten solcher Dateien, wobei Notepad vor allem dann zum Einsatz kommt, wenn man auf die Windows-Bordmittel angewiesen ist: Es bietet keine Syntaxhervorhebung etc. wie man es von Alternativen gewohnt ist.
Unter Windows 11 wurde die klassische Anwendung durch eine neue UWP-App ersetzt. Neben einer Leistungsoptimierung und der Anpassung an das Design und Verhalten von Windows 11 kamen der Tab-Support, der Dark Mode, ein überarbeitetes Suchen-und-Ersetzen-Interface, das an VS Code erinnert, sowie ein Multi-Undo hinzu.
Darüber hinaus wird für Microsoft-365-Kunden ein KI-Schreibassistent auf Basis von Microsoft Copilot angeboten. Dieser verarbeitet Daten nicht lokal, sondern über einen externen Microsoft-Azure-Dienst. Die Nutzung der Funktion ist je nach Abo limitiert und muss mit einem sog. KI-Guthaben beglichen werden.
Dieser Dienst ist nicht zu verwechseln mit der ebenfalls KI-gestützten Korrekturhilfe Microsoft Editor, die in Microsoft Word 365 enthalten ist.
Seit Mitte 2025 stellt der Editor auch einen WYSIWYG-Modus zur Bearbeitung vom Markdown-Dokumenten zur Verfügung.

## Zeichenkodierungen und Zeilenendungen
Ab Windows NT 4.0 unterstützt das Programm – neben dem bereits zuvor verwendeten ANSI-Zeichensatz (siehe auch Windows-1252) – auch Unicode mit den Zeichenkodierungen UTF-16 („Unicode“), UTF-16 Big Endian („Unicode Big Endian“) und UTF-8 („UTF-8“). ASCII (MS-DOS) wird auf NT nicht unterstützt. Aus den Programmen der NT-4-Standardausstattung kann dies jedoch WordPad und auf Windows 9x der MS-DOS Editor.
Der Editor kann (beispielsweise im Gegensatz zu WordPad) auch Unicode-Dateien laden, denen das Byte Order Mark fehlt, wobei es die WinAPI-Funktion IsTextUnicode() benutzt. Diese enthält in Windows NT bis Windows XP einen Bug, der als vermeintliches Easter Egg des Editors namens „Bush hid the facts“ („Bush hat die Tatsachen verheimlicht“) ausgelegt worden ist. Speichert man diesen Satz mit der Kodierung ANSI, wird er beim nächsten Öffnen nicht mehr korrekt dargestellt, da der Editor den Text als Unicode fehlinterpretiert. Allerdings tritt der Fehler nicht nur bei diesem Satz auf, sondern bei manchen Sätzen, deren erstes Wort aus einer geraden Anzahl an Buchstaben und alle anderen Wörter aus einer ungeraden Anzahl an Buchstaben bestehen.
Das Programm konnte bis Windows 10 1803 nur mit windowsspezifischen Zeilenendungen (CRLF) umgehen, seither kann der Editor auch mit CR (Mac OS Classic) und LF (Unix) umgehen.

## Zeitstempel
Wenn in der ersten Zeile einer Datei .LOG steht, hängt der MS-Editor automatisch nach jedem Öffnen der Datei Datum und Uhrzeit als letzte Zeile an.